# ترنتن (نبراسکا)
ترنتن(به انگلیسی: Trenton) شهری در ایالت نبراسکا کشور ایالات متحده آمریکا است که جمعیت آن در سرشماری سال ۲۰۱۰ میلادی، ۵۶۰ نفر بوده‌است.